# درنای ۸۷۶۱
سیارک ۸۷۶۱ (به انگلیسی: 8761 Crane، نامگذاری:1163T-1) هشت هزار و هفتصد و شصت و یکمین سیارک کشف شده‌است که در ۲۵ مارس ۱۹۷۱ کشف شد.
قدر مطلق سیارک برابر ۱۳٫۹۰ است.